# Luashia zonata
Luashia zonata là một loài bướm đêm trong họ Geometridae.